# Palaeosegestria lutzzii
Genre
Espèce
Palaeosegestria lutzzii, unique représentant du genre Palaeosegestria, est une espèce éteinte d'araignées aranéomorphes de la famille des Segestriidae.

## Distribution
Cette espèce a été découverte dans de l'ambre au New Jersey aux États-Unis. Elle date du Crétacé.

## Étymologie
Cette espèce est nommée en l'honneur de Keith Luzzi.

## Publication originale
- (en) Penney, 2004 : New spiders in Upper Cretaceous amber from New Jersey in the American Museum of Natural History (Arthropoda: Araneae). Palaeontology, vol. 47, p. 367–375.